# 스키조 (웹진)
《스키조》는 1996년 발간된 한국 최초의 온라인 문화 웹진이다. 초기 인터넷 문화를 대표하는 웹사이트 중 하나로서, 24호를 마지막으로 폐간되었으나, 후에 일부 복원되어 온라인으로 볼 수 있게 되었다.